# Luis Garnica
Luis Miguel Garnica Chávez (Potosí, 27 de agosto de 1992) es un futbolista boliviano. Juega como defensa en Stormers San Lorenzo de la Asociación de Fútbol Potosí.

## Clubes
| Club                 | País    | Año           |
| -------------------- | ------- | ------------- |
| Real Potosí          | Bolivia | 2010 - 2016   |
| Always Ready         | Bolivia | 2016-2017     |
| Real Potosí          | Bolivia | 2018-2021     |
| AFP Juva             | Bolivia | 2022          |
| Stormers San Lorenzo | Bolivia | 2023-presente |